# Titularbistum Abula
Abula ist ein Titularbistum der römisch-katholischen Kirche. 
Es geht zurück auf einen antiken Bischofssitz in der Stadt Abla.
| Titularbischöfe von Abula |                          |                                                  |                   |                   |
| Nr.                       | Name                     | Amt                                              | von               | bis               |
| 1                         | Javier Osés Flamarique   | Weihbischof in Huesca (Spanien)                  | 10. November 1969 | 28. Februar 1977  |
| 2                         | Charles McDonald Renfrew | Weihbischof in Glasgow (Großbritannien)          | 5. Mai 1977       | 27. Februar 1992  |
| 3                         | Alojz Uran               | Weihbischof in Ljubljana (Slowenien)             | 16. Dezember 1992 | 25. Oktober 2004  |
| 4                         | Salvador Giménez Valls   | Weihbischof in Valencia (Spanien)                | 11. Mai 2005      | 21. Mai 2009      |
| 5                         | Giorgio Corbellini       | Kurienbischof                                    | 3. Juli 2009      | 13. November 2019 |
| 6                         | Cristian Dumitru Crișan  | Weihbischof in Făgăraș und Alba Iulia (Rumänien) | 22. Januar 2020   |                   |